# Agrotis clodiana
Agrotis clodiana är en fjärilsart som beskrevs av Augustus Radcliffe Grote 1881. Agrotis clodiana ingår i släktet Agrotis och familjen nattflyn. Inga underarter finns listade i Catalogue of Life.